# Listă de duhovnici români
Aceasta este o listă de mari duhovnici români, în ordine cronologică:
- Daniil Sihastrul (începutul sec. XV-1496)
- Protosinghelul Nicodim Măndiță (1889-1975)
- Părintele Paisie Olaru (1897-1990)
- Părintele Dumitru Stăniloae (1903–1993)
- Părintele Arsenie Boca (1910-1989)
- Arhimandritul Cleopa Ilie (1912-1998)
- Părintele Adrian Făgețeanu (1912-2011)
- Părintele Nicolae Steinhardt(1912-1989)
- Părintele Sofian Boghiu (1912-2002)
- Părintele Ilarion Argatu (1913-1999)
- Părintele Arsenie Papacioc (1914-2011)
- Părintele Petroniu Tănase (1914-2011)
- Arhimandrit Paulin Lecca (1914-1996)
- Părintele Constantin Galeriu (1918-2003)
- Părintele Iustin Pârvu (1919-2013)
- IPS Bartolomeu Anania (1921-2011)
- Părintele Mina Dobzeu (1921-2018)
- Părintele Ioan Iovan (1922-2006)
- Părintele Dometie Manolache (1924-1975) [1][2][3][4]
- Arhimandritul Macarie Ioniță (1924-2007)
- Gheorghe Calciu-Dumitreasa (1925-2006)
- Părintele Avva Iulian Lazar (n. 1926) [5]
- Părintele Teofil Părăian (1929-2009)
- Părintele Ioanichie Bălan  (1930-2007)
- Părintele Proclu Nicău (1930-2017) [6]
- Părintele Sebastian de la Corod (1932-2011)
- Ieromonahul Rafail Noica (1942-)
- Ieromonahul Ghelasie Gheorghe (1944-2003)
- Ieromonahul Iustin Marchiș (1951-)